# Ēriks Punculs
Ēriks Punculs (Riga, 18 gennaio 1994) è un calciatore lettone, attaccante svincolato.

## Carriera

### Club
Ha giocato in vari club della prima divisione lettone.

### Nazionale
Ha giocato nelle nazionali giovanili lettoni Under-16, Under-17 ed Under-19.
Esordisce in nazionale maggiore il 9 settembre 2019 subentrando dalla panchina nella partita di qualificazione agli Europei 2020 persa per 2-0 in casa contro la Macedonia del Nord; gioca una seconda partita in nazionale il successivo 16 novembre, subentrando ancora dalla panchina nei minuti conclusivi del match perso per 1-0 sul campo della Slovenia, sempre valevole per il medesimo torneo di qualificazione.

## Statistiche

### Cronologia presenze e reti in nazionale
| Cronologia completa delle presenze e delle reti in nazionale ― Lettonia | Cronologia completa delle presenze e delle reti in nazionale ― Lettonia | Cronologia completa delle presenze e delle reti in nazionale ― Lettonia | Cronologia completa delle presenze e delle reti in nazionale ― Lettonia | Cronologia completa delle presenze e delle reti in nazionale ― Lettonia | Cronologia completa delle presenze e delle reti in nazionale ― Lettonia | Cronologia completa delle presenze e delle reti in nazionale ― Lettonia | Cronologia completa delle presenze e delle reti in nazionale ― Lettonia |
| Data                                                                    | Città                                                                   | In casa                                                                 | Risultato                                                               | Ospiti                                                                  | Competizione                                                            | Reti                                                                    | Note                                                                    |
| ----------------------------------------------------------------------- | ----------------------------------------------------------------------- | ----------------------------------------------------------------------- | ----------------------------------------------------------------------- | ----------------------------------------------------------------------- | ----------------------------------------------------------------------- | ----------------------------------------------------------------------- | ----------------------------------------------------------------------- |
| 9-9-2019                                                                | Riga                                                                    | Lettonia                                                                | 0 – 2                                                                   | Macedonia del Nord                                                      | Qual. Euro 2020                                                         | -                                                                       | 76’                                                                     |
| 16-11-2019                                                              | Lubiana                                                                 | Slovenia                                                                | 1 – 0                                                                   | Lettonia                                                                | Qual. Euro 2020                                                         | -                                                                       | 88’                                                                     |
| Totale                                                                  |                                                                         | Presenze                                                                | 2                                                                       |                                                                         | Reti                                                                    | 0                                                                       |                                                                         |